# Leper Messiah
 (septembre 2008).
Si vous disposez d'ouvrages ou d'articles de référence ou si vous connaissez des sites web de qualité traitant du thème abordé ici, merci de compléter l'article en donnant les références utiles à sa vérifiabilité et en les liant à la section « Notes et références ».
Pistes de Master of Puppets
Disposable Heroes (05) Orion (07)
Leper Messiah est la 6e piste du 3e album du groupe Metallica, Master of Puppets, sorti en mars 1986 et dure 5 min 40.
C'est une chanson qui critique la religion et toutes les dérives sectaires en général. La mère de James Hetfield, membre de la « Christian Science », est morte d’un cancer lorsqu’il avait 16 ans alors qu'elle refusait de se faire soigner, en préférant mourir pour satisfaire le choix d’un certain « dieu ».
Ce thème sera repris dans plusieurs futurs morceaux, notamment The God That Failed et Mama Said. Dave Mustaine affirme avoir composé le riff, bien qu'il ne fût jamais crédité et cette histoire n'a pas eu de suite.
La chanson commence par un one two, one two three four avant que les membres du groupe ne jouent.
Leper Messiah, comme la plupart des chansons de l'album semble évoquer le thème d'hommes réduits à l'état de marionnettes (puppets) rendus esclaves par les prédicateurs religieux corrompus ou les sectes.
Leper Messiah a été interprétée souvent par le groupe en concert durant leur tournée Damage Justice Tour en 1988-1989 et fut jouée ainsi que toutes les chansons de l'album Master of Puppets en 2006 pour le 20e anniversaire de cet album. En 2007 et 2008 elle fut parfois interprétée en concert par le groupe.
Master of Puppets fut le dernier album auquel le bassiste Cliff Burton a participé et on peut dire que Leper Messiah fut une des chansons du groupe où le bassiste montre son talent d'auteur et d'interprète.

## Metallica
- James Hetfield: Chants & guitare rythmique
- Lars Ulrich: Batterie
- Cliff Burton: Basse & chœurs
- Kirk Hammett: Guitare solo